# Пединкона (Изернија)
Пединкона је насеље у Италији у округу Изернија, региону Молизе.
Према процени из 2011. у насељу је живело 140 становника. Насеље се налази на надморској висини од 782 м.